# Eueides lybia
Eueides lybia is een vlinder uit de familie Nymphalidae. De wetenschappelijke naam van de soort is, als Papilio lybia, voor het eerst geldig gepubliceerd in 1775 door Johann Christian Fabricius

## Ondersoorten
- Eueides lybia lybia
  - = Papilio hypsipyle Cramer, 1777 non Papilio hypsipyle Schultze 1776
- Eueides lybia lybioides
- Eueides lybia olympia
- Eueides lybia orinocensis Brown & Fernández Yépez, 1984[1]
  - holotype: "male"
  - instituut: AME, Sarasota, Florida, USA
  - typelocatie: "Venezuela, Barancas Monagas"
- Eueides lybia otelloi Brown & Fernández Yépez, 1984[1]
  - holotype: "male. 2-4.VIII.1972, J.B. Terán & J. Salcedo"
  - instituut: IZA, Universidad Central de Venezuela, Maracay, Aragua, Venezuela
  - typelocatie: "Venezuela, La Morita, Táchira, 300 m"
- Eueides lybia salcedoi Brown & Fernández Yépez, 1984[1]
  - holotype: "male. 19.I.1976, J. Salcedo & K. Brown"
  - instituut: IZA, Universidad Central de Venezuela, Maracay, Aragua, Venezuela
  - typelocatie: "Venezuela, Estación Catatumbo, Campo Tarra (cerca de Tres Bocas), Zulia, 150 m"